# Bombardierung der Geburtsklinik in Mariupol

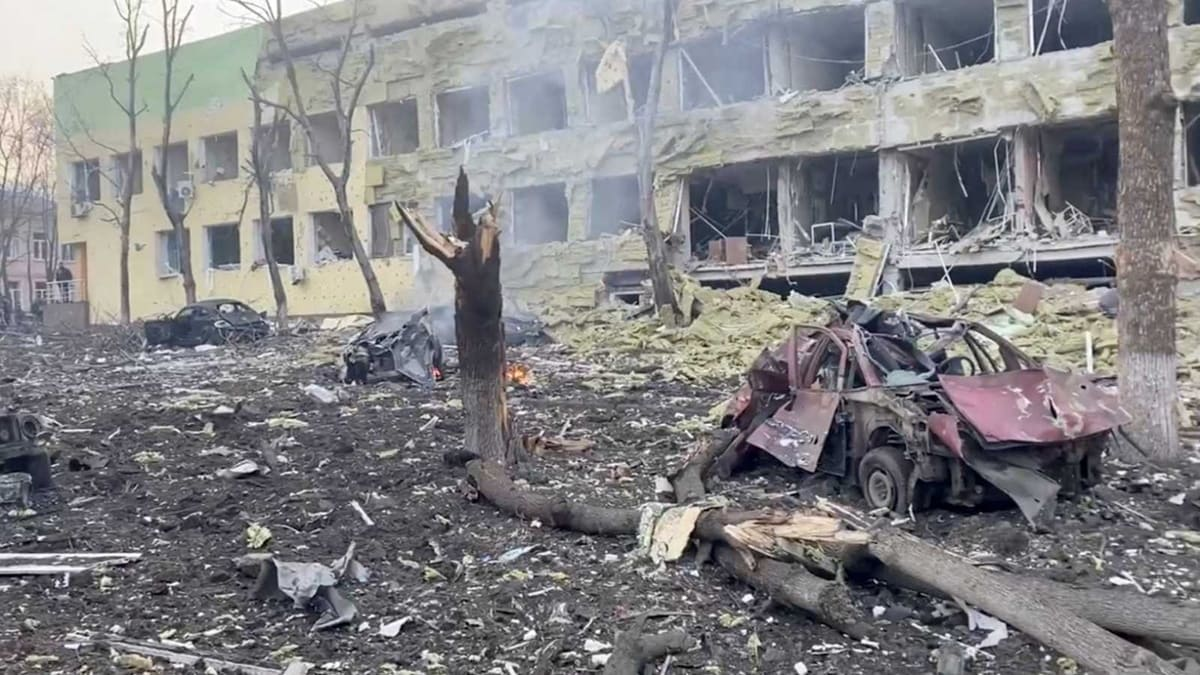
Die zerstörte Klinik nach dem Luftangriff

Die Bombardierung der Geburtsklinik in Mariupol bezeichnet die am 9. März 2022 erfolgte Bombardierung der Abteilung für Geburtshilfe und Gynäkologie Nr. 3 (ukrainisch Кафедра акушерства и гинекологии № 3) von Mariupol, einem Krankenhauskomplex, der sowohl als Kinderkrankenhaus als auch als Entbindungsstation diente, während des russischen Überfalls auf die Ukraine und der Belagerung von Mariupol. Beim Angriff starben mindestens vier Menschen und es kam zu mindestens einer Totgeburt. Mindestens 16 Menschen wurden verletzt. Ein OSZE-Bericht kam zu dem Schluss, dass der Luftangriff ein russisches Kriegsverbrechen war.

## Hintergrund
Als Teil der russischen Invasion, die am 24. Februar 2022 begann, führten russische Streitkräfte, die mit den selbsternannten Volksrepubliken Donezk und Volksrepublik Lugansk verbündet waren, eine Offensive an, die darauf abzielte, die von der Ukraine kontrollierten Teile der Oblaste Donezk und Luhansk zu erobern. Eine für beide Seiten strategisch wichtige Stadt war Mariupol. Dies führte zu erbitterten Kämpfen rund um die Stadt und in der Stadt selber.

## Hergang
Die Klinik wurde am 9. März während eines Waffenstillstands mehrfach von russischen Bomben getroffen. Die Klinik war zum Zeitpunkt der Bombardierung im Regelbetrieb.

## Opfer
Am 9. März 2022 erklärte der Gouverneur des Oblast Donezk, dass 17 Menschen, darunter Frauen in den Wehen, bei dem Bombenanschlag verletzt wurden. „Viele Frauen, Neugeborene und medizinisches Personal wurden getötet“, so die Neurologin Oleksandra Shcherbet. Am 10. März gaben lokale Behörden an, dass ein Mädchen und zwei weitere Personen bei dem Bombenanschlag getötet worden seien.
Eine schwangere Frau, die bei dem Bombenanschlag fotografiert wurde, wurde in ein anderes Krankenhaus verlegt und starb, nachdem ihr Kind tot geboren worden war. Sie hatte bei dem Bombenangriff zahlreiche Verletzungen erlitten, darunter ein zertrümmertes Becken und eine abgerissene Hüfte, was zur Totgeburt ihres Kindes beitrug. Das Foto wurde später zum World Press Photo 2023 gewählt.
Eine andere schwangere Frau (Marianna Vyshegirskaya), die bei dem Bombenanschlag fotografiert wurde und deren Bild um die Welt ging, brachte am folgenden Tag eine Tochter zur Welt.

## Reaktionen
Der ukrainische Präsident Wolodymyr Selenskyj und der Hohe Vertreter der Europäischen Union für Außen- und Sicherheitspolitik Josep Borrell bezeichneten die Bombardierung als Kriegsverbrechen. Auch der UN-Generalsekretär António Guterres verurteilten die Bombardierung aufs Schärfste.
Am 10. März behaupteten der russische Außenminister Sergei Lawrow und andere offizielle Stellen, dass die Klinik ein Lager des ukrainischen Regiment Asow gewesen sei und es sich bei den Bildberichten um eine Inszenierung der Ukraine handele. Die von ihm und der russischen Propaganda als Schauspielerin denunzierte Marianna Vyshegirskaya gab jedoch an, dass keine Soldaten dort waren. Die Schwangere bestätigte, dass Frauen von einer anderen Klinik, der Klinik Nummer eins, in die Klinik Nummer drei gebracht worden waren, jene Klinik Nummer 1 am Stadtrand also nicht mehr betrieben wurde. Laut Meduza wurden ihre Aussagen anlässlich eines von Pro-russischen Bloggern geführten Interviews nun nochmals von der russischen Propaganda unzulässig überinterpretiert, dies in einer neuen Version, in welcher die zuvor behauptete Inszenierung plötzlich kein Thema mehr gewesen sei. Sie bestätigte gegenüber der BBC, dass sie als eine der allerletzten evakuiert wurde, womit die erst dann eintreffenden Fotografen nur wenige Patientinnen zu sehen bekommen hatten. Sie wurde aufgrund der „beleidigenden“ Verdrehungen russischer Offizieller nun „von allen gehasst“, also von beiden Seiten.
Der Fotograf Jewhen Maloljetka, der nach der Bombardierung vor Ort war und einige der bekannteren Bilder machte, berichtete, dass er keine Soldaten gesehen habe.
Elena Potapowa berichtete, dass das Spital voll war, weil die anderen Kliniken geschlossen waren. Im dritten Stock hätten verwundete Kinder gelegen. Auch Familien und Freiwillige seien gekommen, um sie zu versorgen. „Es gab dort kein Militär.“ Das Militär hätte nur Essen und Treibstoff für den Generator gebracht. Potapowa gebar am 6. März. Sie habe am 9. März ein Flugzeug gehört und hätte sich darum, wie instruiert, bereit machen wollen, in den Flur zu gehen, als sie von der Druckwelle umgeschlagen wurde. Bevor die Journalisten kamen, sei sie schon von der Polizei weg gebracht worden.
AP verifizierte mittels eines Videos, dass es Flugzeuglärm gab, zusätzlich zu solchen Aussagen. Militärexperten gaben an, dass der Krater vor dem Spital auf eine Fliegerbombe hinwiese.

## Untersuchung
Am 13. April 2022 veröffentlichte die Organisation für Sicherheit und Zusammenarbeit in Europa einen Bericht, wonach der Luftangriff von russischen Streitkräften durchgeführt wurde und ein Kriegsverbrechen darstellt:

“The Mission therefore concludes that the hospital was destroyed by a Russian attack. Based upon Russian explanations, the attack must have been deliberate. No effective warning was given and no time-limit set. This attack therefore constitutes a clear violation of IHL and those responsible for it have committed a war crime.”

„Die Mission kommt daher zum Schluss, dass das Krankenhaus durch einen russischen Angriff zerstört wurde. Nach russischen Erklärungen muss der Angriff vorsätzlich gewesen sein. Es wurde keine wirksame Warnung ausgesprochen und keine Frist gesetzt. Dieser Angriff stellt daher eine klare Verletzung des humanitären Völkerrechts dar, die dafür Verantwortlichen haben ein Kriegsverbrechen begangen.“